# Cédric Amissi
Cédric Amissi, né le 20 mars 1990 à Bujumbura, est un footballeur international burundais. Il évolue au poste de milieu de terrain.

## Biographie
Amissi est international burundais depuis 2009. Le 23 mars 2019, il marque un but contre le Gabon lors d'un match nul 1-1. Cette rencontre est historique pour le pays car il se qualifie pour la première fois de son histoire à la CAN 2019.

## Carrière
- 2009-2011 : Prince Louis FC ( Burundi)
- 2011-201. : Rayon sports ( Rwanda)[2],[3]

## Palmarès
Al-Taawoun
- Coupe du Roi des champions
  - 2019